# Serpinema
Serpinema ist eine Gattung der Rollschwänze mit sieben Arten. Sie sind Parasiten bei Reptilien.

## Merkmale
Serpinema hat die Merkmale der Camallaninae. Die Backenklappen sind durch seitliche Längsbänder gestützt, die, im Gegensatz zu Oncophora, in eine bauch- und eine rückenseitige Gruppe gegliedert sind.

## Systematik
Hodda (2022) ordnet die Gattung in die Tribus Camallanini, Untertribus Camallaninii ein. Die Gattung enthält folgende Arten:
- Serpinema amazonicus Ribeiro, 1941
- Serpinema intermedius Hsu & Hoeppli, 1931
- Serpinema microcephalus Dujardin, 1845
- Serpinema octorugatum Baylis, 1933
- Serpinema parvus (Caballero, 1939) Baker, 1979
- Serpinema trispinosum Leidy, 1852